# 沢田盛夫利
沢田 盛夫利（さわだ さおり、1971年1月22日 - ）は、地方競馬の岩手県競馬組合・水沢競馬場及川良春厩舎所属の元騎手である。勝負服の柄は胴白・赤ダイヤモンド、袖黒・赤一本輪。岩手県二戸市出身。血液型はA型。

## 来歴
高崎競馬所属の騎手としてデビュー、1988年4月9日初騎乗（スーパーハルナ）、初勝利は同年4月13日（リマンス）。
高崎競馬には1994年まで在籍、1990年に高崎大賞典をアームアニエリ、1992年には同レースをエイユウリマンドで制するなど重賞6勝を含む3141戦342勝の成績。
落馬事故で大きな怪我をしたのをきっかけに、出身地である岩手に戻ることを決め、水沢競馬場での厩務員生活を経て1998年に岩手で騎手復帰、初年度から特別2勝を含む41勝の成績を残す。
岩手での重賞初勝利となったのは2000年、ハイフレンドピュアで早池峰賞を逃げ切り勝ちによるものであった。同馬とのコンビで重賞3勝特別4勝の成績を残す。
以後、毎年コンスタントに勝ち星を挙げ、岩手競馬騎手リーディングの5位前後に定着している。
2006年7月23日盛岡競馬第3競走でタイキアンビシャスに騎乗して1着となり、地方競馬通算1000勝を達成した。
2011年6月28日付で騎手免許を返上、現役引退の発表が岩手競馬公式HPから発表された。

## 主な騎乗馬
- ハイフレンドピュア（2000年早池峰賞、2000年トウケイニセイ記念、2002年上山城大賞典）
- サクラティアラ（2003年せきれい賞、2003年ビューチフルドリーマーカップ）
- エイユウリマンド（1992年開設記念、1992年端午賞、1992年高崎大賞典）

## 主な受賞歴
- 1992年度 NARグランプリ優秀騎手賞
- 2000年度 岩手競馬優良騎手表彰
- 2001年度 岩手競馬優良騎手表彰

## 人物・エピソード
- 声に特徴がある。ヘリウムガスを吸った後かのような高い声で喋る。
- 内田利雄が自身のファンサイトの掲示板で、期間限定騎乗で水沢に滞在していたときに沢田から幾度か自宅に招待されて夕食をご馳走になったとの書き込みをしていた。